# Savo Kostadinovski
Savo Kostadinovski (mac. Саво Костадиновски; ur. 30 maja 1950 w Gorno Botuszje) – macedońsko-niemiecki pisarz i tłumacz. Tworzy poezję i prozę dla dzieci, młodzieży i dorosłych w języku macedońskim i niemieckim. Jego prace były również publikowane w języku serbskim i rumuńskim.

## Życie
Savo Kostadinovski urodził się w wiosce Gorno Botuszje, w gminie Makedonski Brod, w dzisiejszej Macedonii Północnej. Uczęszczał do szkoły podstawowej w Gorno Botuszje i Gostivarze, a następnie kontynuował edukację w Belgradzie i Kolonii. Od 1971 roku mieszka w Niemczech. Jest autorem kilku książek z wierszami, opowiadaniami, esejami, tłumaczeniami i tekstami dziennikarskimi. Jego prace są reprezentowane w licznych antologiach, a poezja i proza dla dzieci w podręcznikach szkolnych w Macedonii Północnej.
Mieszkał w Gostivarze, Skopje, Belgradzie, Slavonskim Brodzie, Zagrzebiu, Monachium, Würzburgu, Frankfurcie nad Menem i Kolonii, odwiedził Europę, Amerykę Północną, Australię, Indie, Tybet, Chiny i Senegal.
Savo Kostadinovski jest członkiem Stowarzyszenia Pisarzy Macedońskich, Stowarzyszenia Pisarzy Niemieckich, Stowarzyszenia Tłumaczy Literackich Macedonii i Stowarzyszenia Dziennikarzy Macedońskich.

## Dzieła

### Poezja dla dzieci
- Lato w kraju rodzinnym (Detska radost, 1980)[7]
- Tęsknota (Centrum Kultury "Kočo Racin", 1989)
- Dzieci świata (Centrum Kultury "Kočo Racin", 1990)
- Klatka bez ptaków – Z Botushje do Kolonia (Pečalbarski denovi, Vevčani, 1990)
- Wiersze – zbiór opowiadań dla młodzieży (Kulturalna i edukacyjna społeczność Skopje, 1991)
- Wiersze z Botuszje – wybór (Centrum Kultury "Kočo Racin", 1992)
- Wiersze – zbiór opowiadań dla młodzieży (Kulturalna i edukacyjna społeczność Skopje, 1993)
- Poreče (Misla, Skopje, 1995)
- Tysiąc i jedna nostalgia – wybór (Detska radost, Skopje, 2001)
- Razem z Filipem (Antolog, Skopje, 2013)
- Rozmowy z Beti (Antolog, Skopje, 2013)
- Lata w wierszach (Antolog, Skopje, 2013)
- Wieczny głos – le choix (Antolog, Skopje, 2014)
- Listy do Filipa (Antolog, Skopje, 2014)
- Odpoczynek u Filipa (Antolog, Skopje, 2014)
- Zawsze z Filipem (Antolog, Skopje, 2014)
- Filip pierwszoklasista (Antolog, Skopje, 2014)
- Jak się Filip nauczył alfabetu (Antolog, Skopje, 2014)
- Perełki dla Bisery (Antolog, Skopje, 2014)
- Zapisy z Ameryki (Antolog, Skopje, 2015)
- Bliskie pieśni w dalekiej Australii (Antolog, Skopje, 2015)
- Europa w wierszach (Antolog, Skopje, 2015)
- Poreče (Antolog, Skopje, 2015)
- Od Botuszje do Paryża (Antolog, Skopje 2015)
- Bez kraju rodzinnego (Antolog, Skopje, 2016)
- Kolonia i ja (Antolog, Skopje, 2016)
- Z ojczyzną (Antolog, Skopje, 2016)
- Życie po Europie (Antolog, Skopje, 2016)
- Macedońskie Zabytki (Antolog, Skopje, 2016)
- Pieśni dla dzieci – dzieła zebrane, (Akademski pečat, Skopje, 2018)

### Poezja dla dorosłych
- Poezja o poezji – wydanie dwujęzyczne w języku macedońskim i rumuńskim (Bukareszt, 2002)
- Poezja o poezji – wydanie dwujęzyczne w języku macedońskim i niemieckim (Matica makedonska, Skopje, 2012)
- Poezja w życiu poety – wydanie dwujęzyczne w języku macedońskim i niemieckim (Makedonika litera, Skopje, 2013)[8]
- Miłość żyje – z Therese Reuber w języku niemieckim (Makedonika litera, Skopje, 2014)
- Życie dla Botuszje – wydanie dwujęzyczne w języku macedońskim i niemieckim (Makedonika litera, Skopje, 2014)
- Pieśni z Kolonia – wydanie dwujęzyczne w języku macedońskim i niemieckim (Makedonika litera, Skopje, 2014)
- Poezja o poezji – tłumaczenie serbskie (Banackie Centrum Kultury, Novo Miloševo, 2015)
- Historia wojen – wydanie dwujęzyczne w języku macedońskim i niemieckim (Makedonika litera, Skopje, 2015)[9]
- Człowiek i ojczyzna – wydanie dwujęzyczne w języku macedońskim i niemieckim (Skopje, 2017)
- Poezja dla dorosłych – dzieła zebrane – wydanie dwujęzyczne w języku macedońskim i niemieckim (Skopje, 2018)

### Proza
- Trzy stulecia – powieść biograficzna (Makedonska reč, Skopje, 2005)[10]
- Kraj rodzinny od serca – zbiór opowiadań dla młodych ludzi (Makedonska reč, Skopje, 2005)
- Trzy stulecia – powieść biograficzna – drugie uzupełnione wydanie (Makedonika litera, Skopje, 2016)[11]
- Drei Zeitalter – powieść biograficzna – niemieckie tłumaczenie (Literatur-Atelier, Bonn, 2016)
- Kraj rodzinny od serca – niemieckie tłumaczenie (Literatur-Atelier, Bonn, 2016)
- Kraj rodzinny od serca – wydanie dwujęzyczne w języku macedońskim i niemieckim (Antolog, Skopje, 2016)
- Bisera i Filip – wydanie dwujęzyczne w języku macedońskim i niemieckim (Antolog, Skopje, 2016)
- Bisera und Filip – niemieckie tłumaczenie (Literatur-Atelier, Bonn, 2016)
- Pod dobrą wodą – monografia o Gorno Botuszje (Antolog, Skopje, 2016)
- Wszystko z miłości do Poreče i Porečanów – monografia (Antolog, Skopje, 2017)
- Wszystko z miłości do Poreče i Porečanów – monografia – drugie uzupełnione wydanie (Antolog, Skopje, 2017)
- Pisarz z Poreče – monografia Savo Kostadinovskiego – współautor Naum Popeski (Akademski pečat, Skopje, 2018)

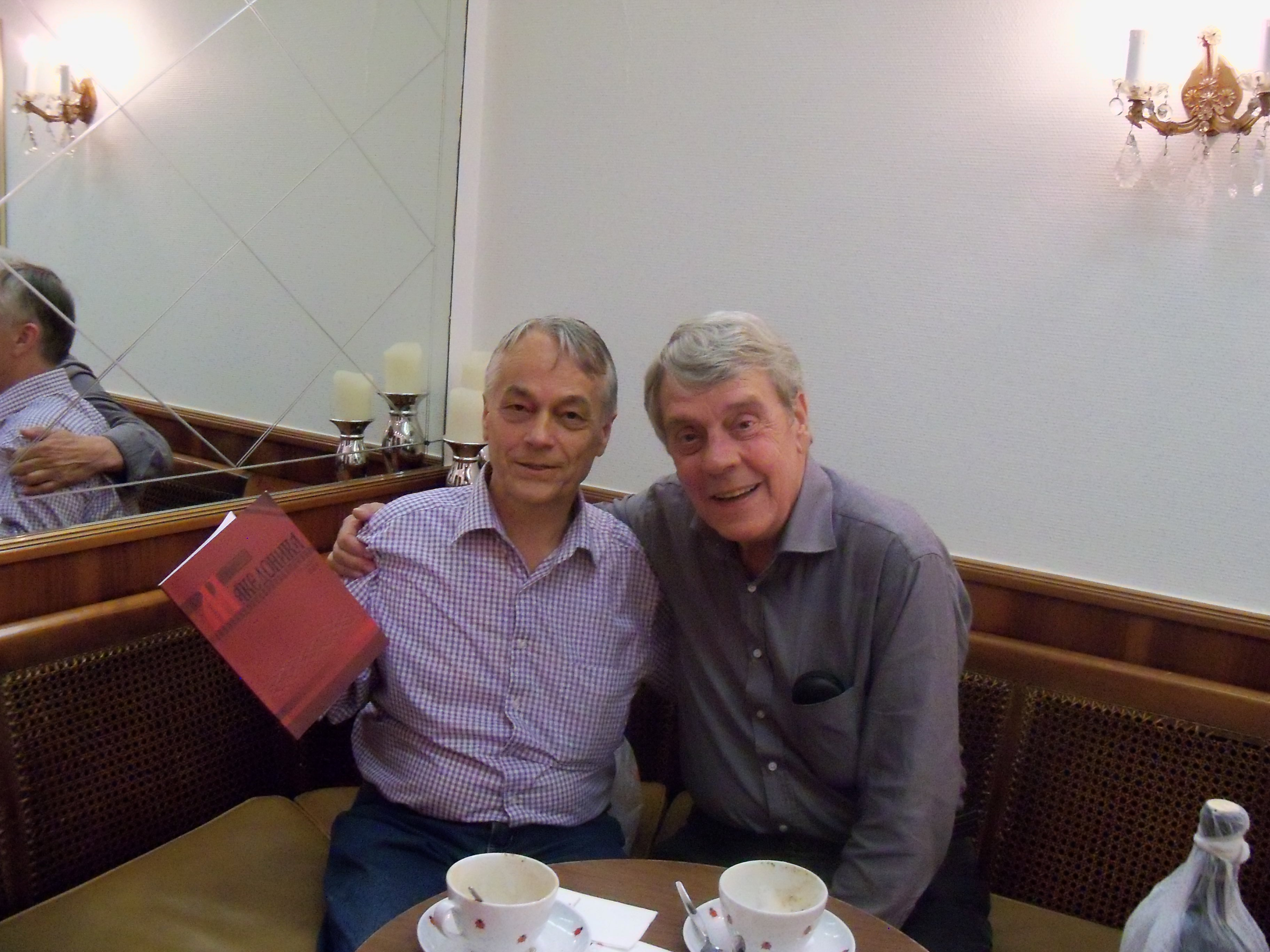
Savo Kostadinovski i niemiecki slawista Wolf Oschlies

## Annexes
- Grupa autorów: Makedonski pisateli. Skopje: Društvo na pisatelite na Makedonija, 2004, s. 124–125. ISBN 9989-855-07-2. (mac.).